# Айгут

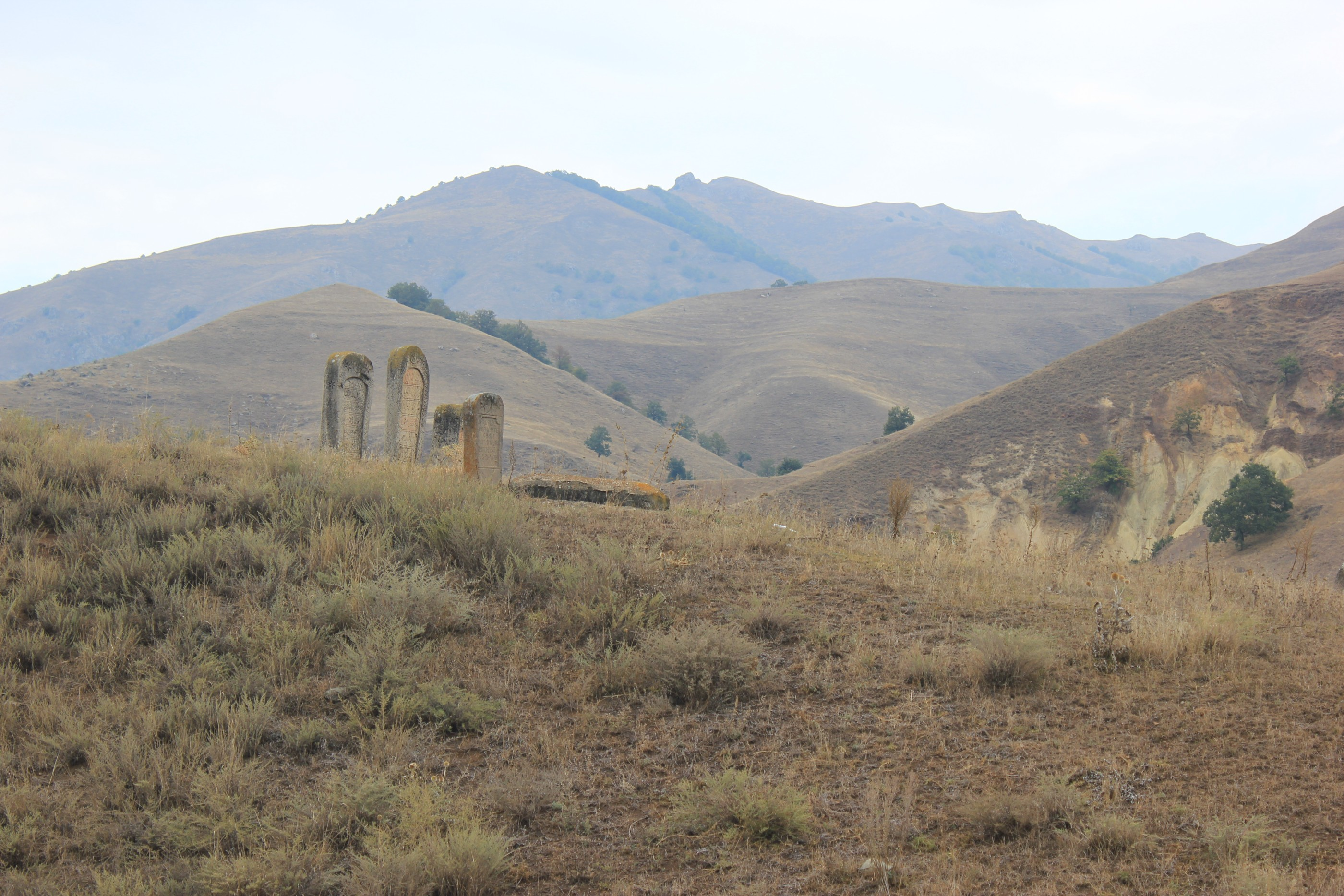
Айгутское Исламское кладбище

Айгут (арм. Այգուտ) — село в Гехаркуникской области Армении.

## География
Село расположено в северной части марза, на южном склоне Миапорского хребта, на правом берегу реки Гетик, на расстоянии 93 километров к северу от города Гавар, административного центра области. Абсолютная высота — 1420 метров над уровнем моря.
Климат
Климат характеризуется как умеренный, влажный, с тёплым летом (Cfb в классификации климатов Кёппена). Среднегодовая температура воздуха составляет 8,5 °C. Средняя температура самого холодного месяца (января) составляет −2,3 °С, самого жаркого месяца (июля) — 19 °С. Расчётная многолетняя норма атмосферных осадков — 533 мм. Наибольшее количество осадков выпадает в мае (91 мм).

## Население
| Год переписи | Население          | Население          | Население          | Население            | Население            | Население            |
| Год переписи | Наличное население | Наличное население | Наличное население | Постоянное население | Постоянное население | Постоянное население |
| Год переписи | Всего              | Мужчины            | Женщины            | Всего                | Мужчины              | Женщины              |
| ------------ | ------------------ | ------------------ | ------------------ | -------------------- | -------------------- | -------------------- |
| 2001         | 1004               | 483                | 521                | 1071                 | 515                  | 556                  |
| 2011         | 776                | 368                | 408                | 911                  | 440                  | 471                  |

| Год  | Численность | Численность |
| ---- | ----------- | ----------- |
| 1831 | 357         | [ 8 ]       |
| 1886 | 2157        | [ 8 ]       |
| 1922 | 1015        | [ 8 ]       |
| 1959 | 1123        | [ 8 ]       |
| 1979 | 2022        | [ 8 ]       |
| 1991 | 78          | [ 8 ]       |
| 2001 | 1071        | [ 8 ]       |
| 2011 | 911         | [ 9 ]       |